# آستین ای۴۰ اسپورت

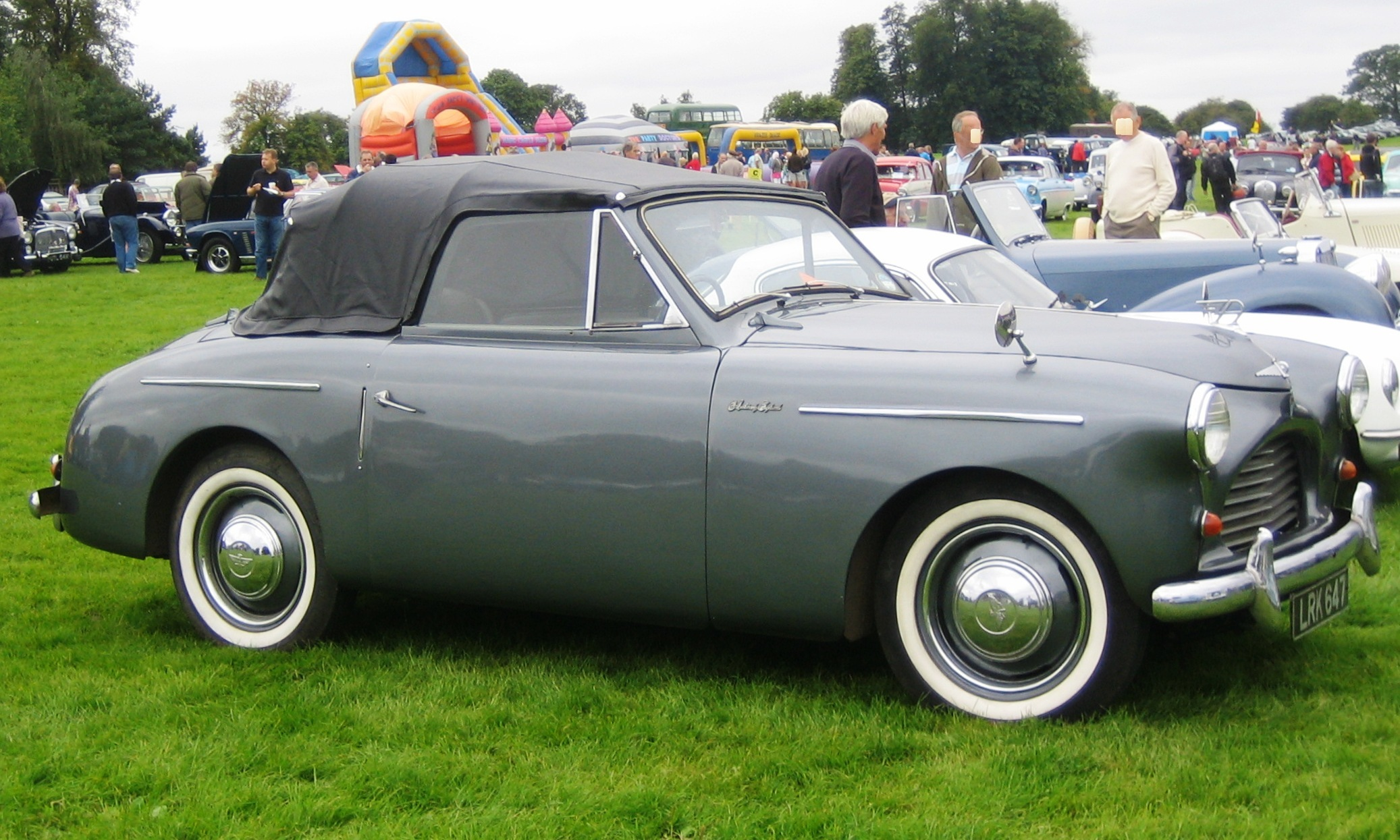

آستین ای۴۰ اسپورت (Austin A۴۰ Sports) محصول شرکت آستین موتور، خودرویی است که در سال‌های ۱۹۵۰ تا ۱۹۵۳/>۴،۰۱۱ تولید شده‌است.
این خودرو در کلاس خودرو اسپورت قرار گرفته و وزن آن در حالت طبیعی ۱۹ صدوزن بزرگ (۲٬۱۲۸٫۰ پوند؛ ۹۶۵٫۲ کیلوگرم) است. سیستم جعبه‌دندهٔ آن ۴ دنده به صورت دستی است.